# Hutîsko, Berejanî
Hutîsko (în ucraineană Гутисько) este un sat în comuna Pidvîsoke din raionul Berejanî, regiunea Ternopil, Ucraina.

## Demografie
Componența lingvistică a localității Hutîsko
     Ucraineană (98,36%)
     Rusă (1,64%)
Conform recensământului din 2001, majoritatea populației localității Hutîsko era vorbitoare de ucraineană (98,36%), existând în minoritate și vorbitori de rusă (1,64%).